# 한국이 싫어서
한국이 싫어서는 한국의 소설가 장강명이 쓴 소설로 2015년에 민음사에서 출간하였다.  

## 내용[1]
주인공 계나는 20대 후반의 직장여성으로 회사를 그만두고 호주로 이민 간 사정을 대화 형식으로 들려준다.  학벌·재력·외모를 비롯해 자아실현에 대한 의지·출세에 대한 욕망에 이르기까지 모든 부분에서 평균 혹은 그 이하의 수준으로 살아가며 미래에 대한 비전을 꿈꾸지 못하는 주인공이 이민이라는 모험을 통해 자신만의 행복을 찾아 가는 과정을 담았다. 특히 1인칭 수다 형식으로 이루어지는 전개 방식은 20대 후반 여성의 말을 그대로 받아 적은 듯 생생하고 경쾌하게 전달해 읽는 재미를 더한다.

## 테마

### 국가관
한국인이 자국인 한국을 바라보는 관점을 그리고 있다.  지나친 경쟁사회에서 강자와 약자를 구분하고 강자에겐 우대, 약자에게는 홀대를 한다는 이분법적 시각을 갖는다.  이 때 약자에 속하는 자들이 자국을 이탈하고 이민을 결정하기 싶다. 

### 개인의 신분상승
약자에게는 강자에게 굴종하고 지배당하는 한국이 싫어서 이민을 결정하지만, 타국에도 또 다른 강자들이 존재하고 거기에서도 약자임을 나중에 서야 깨닫는다. 

### 행복해 지는 방법
주인공이 행복해 지기 위해 나름 최선을 다하여 선택하는 것이 자국을 피해 이민을 가는 것이 맞느냐의 판단은 독자의 몫이 된다.    

## 참고
책에 욕설이 포함되어 있으니 참고하기 바란다. 

## 영화
책 내용을 토대로 2024년 8월 28일 영화로 개봉되기도 했다. 